# STS-73
STS-73 foi uma missão do programa do ônibus espacial, realizada pela tripulação da nave Columbia entre os dias 20 de Outubro e 5 de Novembro de 1995, que levou à órbita terrestre o segundo módulo (USML-2) do Spacelab para experiências diversas, numa colaboração entre o governo, universidades e a indústria norte-americanas, durante dezesseis dias em microgravidade. 

## Tripulação
| Posição                  | Astronauta            |
| ------------------------ | --------------------- |
| Comandante               | Kenneth Bowersox      |
| Piloto                   | Kent Rominger         |
| Especialista de missão 1 | Catherine Coleman     |
| Especialista de missão 2 | Michael López-Alegría |
| Especialista de carga 1  | Kathryn Thornton      |
| Especialista de carga 2  | Fred Leslie           |
| Especialista de carga 3  | Albert Sacco Jr.      |

## Ligações Externas
- Sumário da Missão